# Yeti
 Denne artikel omhandler en kryptid. Opslagsordet har også en anden betydning, se Škoda Yeti.
Yetien også kendt som "Den Afskyelige Snemand", er en primat-kryptid der hævdes at husere i Himalaya-bjergene. Man har ingen konkrete beviser for dens eksistens, kun få beviser dukkede op i det 20. århundrede. Flere bjergbestigere påstår at have set en yeti eller dens fodspor i sneen.

## Udseende
De fleste er enige om, at det drejer sig om et abe-lignende dyr. Yetiens pels siges at  være sort, brun eller hvid. Derudover er den kendt for sine overdimensionerede fodspor. Yetiens størrelse siges at være mellem 160 cm og 230 cm.

## Skalpen
Den 19. marts 1954 trykte Daily Mail en artikel, der omhandlede fundet af en skalp i Himalaya-bjergene. Skalpen var høj, og kunne forveksles med en gorilla. Efter undersøgelser fandt man dog ud af, at hårene fra skalpen ikke stammede fra en kendt primat eller bjørn, som man i første omgang troede. Skindet og pelsen på skalpen viste sig ved nærmere eftersøgning at stamme fra en bjergged.